# Alice Furlong
 Alice Maud Mary Furlong, (irisch Eilís Ní Phartholáin oder Eilís de Fhurlaing), (* 17. Januar 1871 in Rathfarnham, County Dublin; † 20. Oktober 1946 in Dublin) war eine irische Autorin, Dichterin und politische Aktivistin, die unter anderem zusammen mit dem späteren Präsidenten von Irland, Douglas Hyde, in irischer Sprache veröffentlichte.

## Leben
Furlong war eine von vier Töchtern von James Walter Furlong, zuerst Leder-Händler und später Sportjournalist einer Dubliner Zeitung, und seiner aus Wexford stammenden Frau, Mary Josephine Murtagh. Ihre Schwestern Mary (1866–98) und Katherine (1872–94) waren ebenfalls Dichterinnen. Die letzte Schwester, Margaret, war mit dem Dichter und Songwriter Patrick Joseph McCall verheiratet. Sie machte eine Ausbildung zur Krankenschwester im Dr. Steevens’ Hospital. In den 1890er Jahren verletzte sich ihr Vater bei einem Unfall auf der Pferderennbahn und landete auf ihrer Station, wo er kurz darauf starb. Ihre Mutter starb zwei Monate später. Der Wohnsitz der Familie in Tallaght war ein literarischer Treffpunkt, an dem sich auch W. B. Yeats, Matthew Russell, John O’Leary oder George Sigerson einfanden.
1891 veröffentlichte Furlong mit A girl’s thought das erste von in den nächsten 36 Jahren zahlreichen Gedichten in der von Matthew Russell gegründeten und herausgegebenen Zeitschrift Irish Monthly.
1899 veröffentlichte Furlong Roses and Rue und 1907 Tales of Fairy Folk und Queens and Heroes. Ihre Gedichte erschienen in mehreren Anthologien und sie schrieb für mehrere Zeitschriften, darunter neben dem Irish Monthly, den Weekly Freeman, das Chambers’s Journal und die nationalistische Shan Van Vocht, die von Alice Milligan und Anna Johnston herausgegeben wurde. Nach 1916 begann sie, Irisch zu studieren, und in den 1920er Jahren veröffentlichte sie Gedichte in irischer Sprache und übersetzte aus dem Irischen, und sie fügte den Zeitschriften, für die sie schrieb, die Irish Press hinzu.
Ihre Lyrik war hoch anerkannt. Der Irish Monthly schrieb 1947: „Alice Furlong was for some years supreme amongst the living poets of this century“ und „[...] it is not too much to claim that between the death of Yeats and her own she had a mastery of pure lyric song unequalled by any other Irish poet.“
Im Jahr 1900 war sie Gründungsmitglied von Inghinidhe na hÉireann, der revolutionären Frauenorganisation unter der Leitung von Maud Gonne. Furlong wurde zusammen mit Jenny Wyse Power, Annie Egan und Anna Johnston zu einer der Vizepräsidentinnen der Vereinigung gewählt.
Furlong starb 1946 und wurde auf dem Friedhof in Tallaght beerdigt.